# Julie Hart Beers
Julie Hart Beers Kempson (Pittsfield, 28 de desembre de 1834 – Trenton, 13 d'agost de 1913) fou una pintora paisatgista estatunidenca vinculada a l'Escola del Riu Hudson. Va ser una de les poques dones que va reeixir professionalment a la seva època, i en aquesta activitat.

## Biografia
Julie Hart Beers va néixer a Pittsfield (Massachusetts) l'any 1834. Era filla d'immigrants escocesos que es van instal·lar a Albany l'any 1831. Els seus dos germans grans, James i William, també van ser pintors vinculats a l'Escola del Riu Hudson. L'educació artística de Julie és desconeguda, però probablement va aprendre dels seus germans i, més tard, del seu primer marit, el pintor Marion Beers. En la dècada de 1850, William, James, Marion i Julie es van traslladar a Nova York. Un any després de la mort de Marion l'any 1876, Julie es va casar amb Peter Kempson i es va traslladar a Metuchen, Nova Jersey. Tanmateix, va continuar utilitzant el cognom "Beers" i signant les seves obres com a "Julie H. Beers".

## Carrera artística
La primera exposició coneguda de Julie H. Beers va ser l'any 1867 a la National Academy of Design, on els seus treballs van estar exposats dotze vegades a les exposicions anuals, entre els anys 1867 i 1885. Va exposar al Boston Athenæum els anys 1867 i 1868, i a la Pennsylvania Academy of the Fine Arts l'any 1868. Julie Hart Beers va demostrar que les dones paisatgistes eren iguals als homes, fins i tot considerant els "rigors de la pintura a l'aire lliure".Tot i que no va ésser prou valorada en el seu temps, no només va produir destacades obres d'art, sinó que també va obrir el pas a altres dones que més tard es van consagrar a aquesta especialitat.
James M Hart i William Hart són més apreciats que Julie pels historiadors de l'art. Tanmateix, les seves obres com Lake George, interiors de bosc com Cattle Watering in a River, o bé la natura morta Oranges (1888) són d'una qualitat remarcable, no inferior a la dels seus germans. William Gerdts va senyalar en el catàleg d'exposicions Women Artists of America,1707-1964, que "la senyora Julie Hart Beers Kempson va ésser l'única artista femenina de la seva època especialitzada en el paisatge".